# (466345) 2013 RM45
(466345) 2013 RM45 es un asteroide perteneciente al cinturón de asteroides, descubierto el 8 de enero de 2010 por el equipo Spacewatch desde el Observatorio Nacional de Kitt Peak (Arizona, Estados Unidos).